# Jerzens
Jerzens ist eine Gemeinde und eine Ortschaft mit 904 Einwohnern (Stand 1. Jänner 2024) im Bezirk Imst (Gerichtsbezirk Imst), Tirol (Österreich).

## Geografie
Jerzens liegt im vorderen Pitztal. Der tiefste Punkt an der Pitze liegt rund 1000 Meter über dem Meer. Auf beiden Seiten steigt das Tal größtenteils bewaldet bis auf fast 3000 Meter an. Die Gemeindefläche beträgt dreißig Quadratkilometer. Davon ist die Hälfte bewaldet, sieben Prozent werden landwirtschaftlich genutzt, doppelt so viel sind Almen und mehr als ein Viertel ist alpines Gebiet.
Unterhalb des Haufendorfs Jerzens erstreckt sich in sonniger und windgeschützter Lage das höchstgelegene Maisanbaugebiet in Nordtirol.

### Gliederung
Jerzens besteht aus einer einzigen Ortschaft bzw. Katastralgemeinde. Zur Gemeinde gehören noch Weiler beiderseits der Pitze in Tallage wie Ritzenried und Wiesle.

### Nachbargemeinden
|                  | Arzl im Pitztal                             |          |
| Wenns Fließ (LA) | Kompassrose, die auf Nachbargemeinden zeigt | Roppen   |
| Kaunerberg (LA)  | St. Leonhard im Pitztal                     | Umhausen |

## Geschichte
Von den Funden eines Lappenbeils und einer Lanzenspitze kann geschlossen werden, dass das Gebiet bereits in der Bronzezeit durchwandert wurde. Es wurden jedoch keine Spuren einer Siedlung aus dieser Zeit gefunden. Da sich einige Ortsteile typische Walser Siedlungen sind, geht man davon aus, dass die Besiedlung vom Engadin aus erfolgte.
Der Ortsname findet sich in einer Urkunde von 1299 als Irss erstmals verschriftlicht. Als Bedeutung bietet sich rätoromanisch iert (‚steil‘) an. Ausgangswort war demnach *Iertes/Iertenes o. ä.
In einem Register aus dem Jahr 1313 werden Irtzens und Ritzenried als steuerliche Ortsverbände des Gerichts (=Verwaltungsgebiets) Imst genannt. Um 1650 war Jerzens eine selbständige Steuergemeinde, aus der 1811 während der bayrischen Herrschaft die politische Gemeinde hervorging.
Die Kirche zum hl. Gotthard wurde 1736 bis 1737 erbaut und gehörte ursprünglich zur Pfarre Wenns. Im Jahr 1752 erhielt Jerzens einen Kaplan, wurde 1849 eine Kuratie und 1891 selbständige Pfarre.
Im Jahre 1923 wurde ein gemeindeeigenes Kraftwerk oberhalb der Mühle gebaut. Seit 1955 die Gemeinde den Strom von der TIWAG. 1954 wurde die Wasserleitung errichtet. 1951 riss eine Staublawine auf der Alm und den Wiesen 30 Heustädel mit. 1966 verwüstete eine Mure die Ortsteile Mühlloch und Niederhof.
Seit 1986 sind die Schulräume im Gemeindehaus untergebracht. 1995 wurde das alte Schulhaus abgetragen und an dessen Stelle der zweite Teil des Gemeindehauses errichtet.

### Bevölkerungsentwicklung
EinwohnerJahr500600700800900100011001860189019201950198020102040EinwohnerEinwohnerentwicklung von Jerzens

## Kultur und Sehenswürdigkeiten

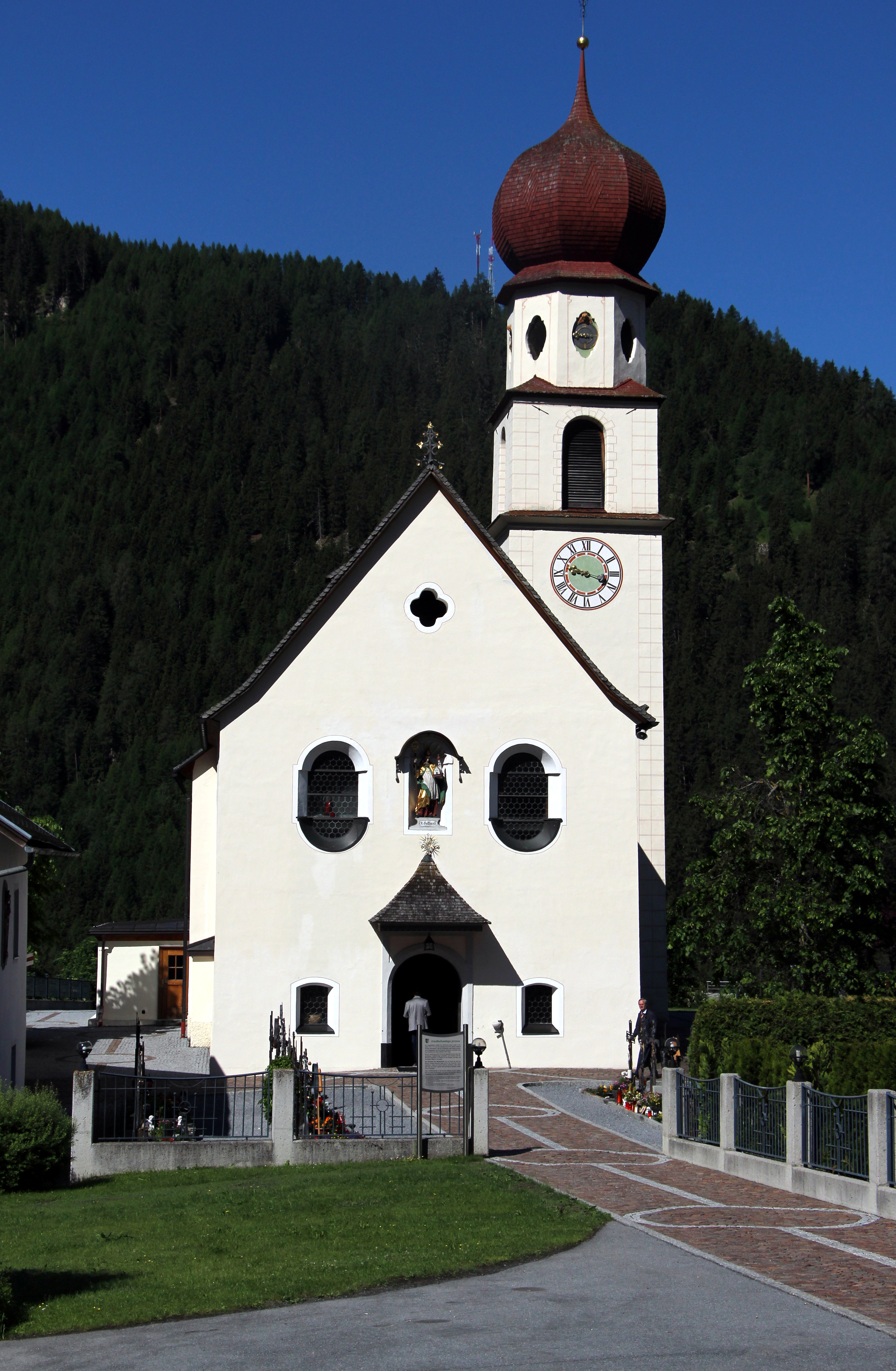
Pfarrkirche Jerzens

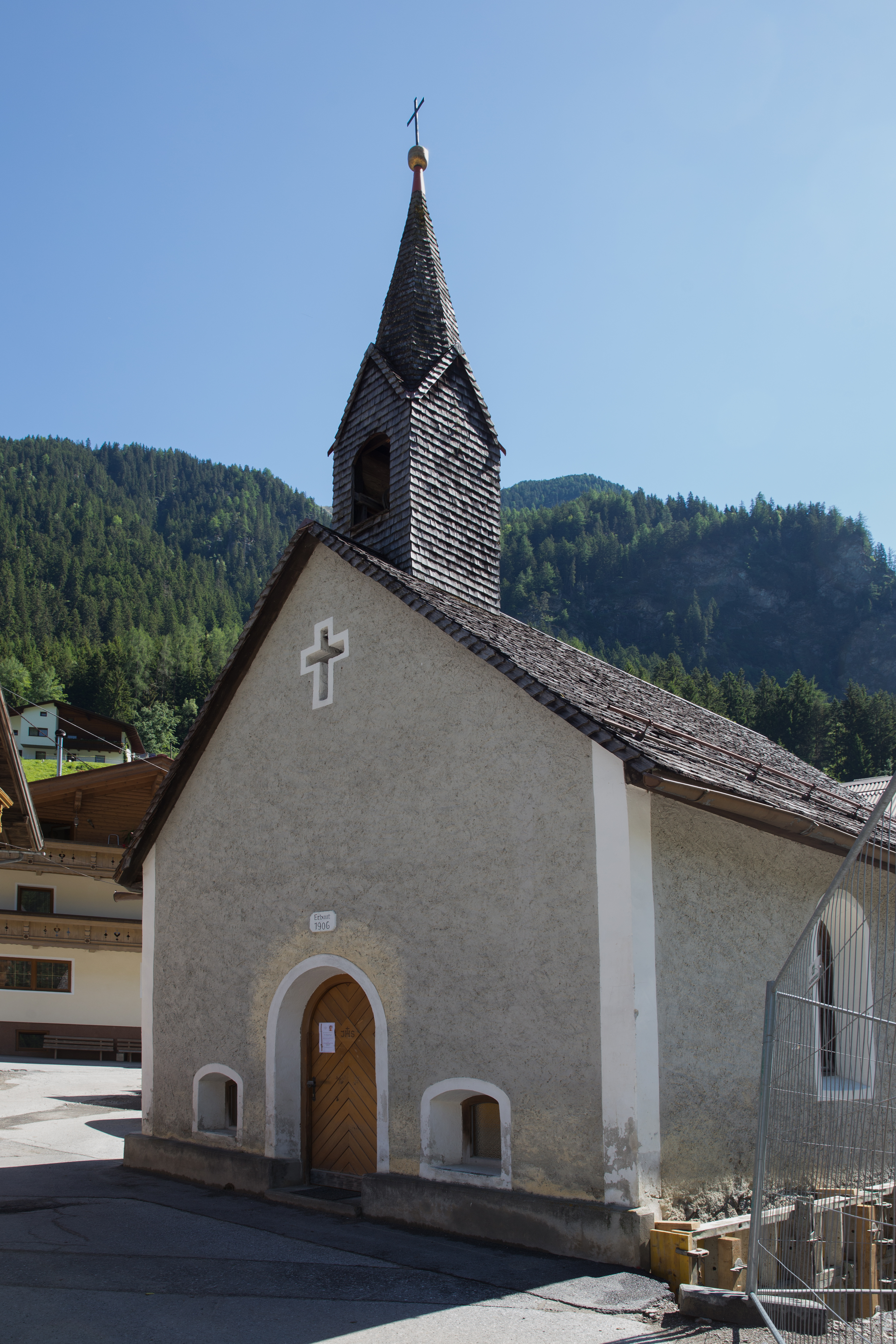
Herz-Jesu-Kapelle in Ritzenried

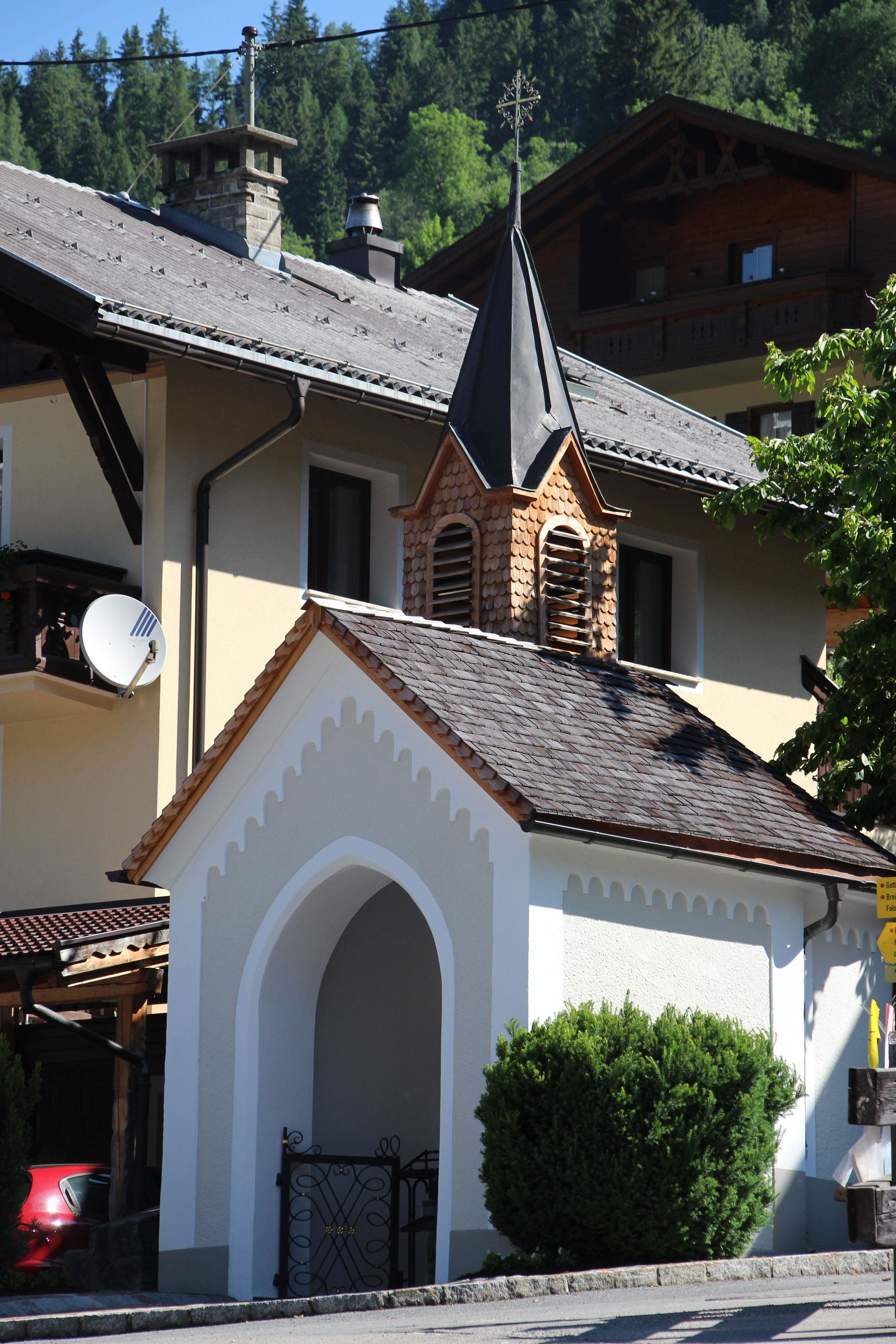
Lourdeskapelle

- Katholische Pfarrkirche Jerzens hl. Gotthard
- Herz-Jesu-Kapelle in Ritzenried
- Lourdeskapelle
- Ortskapelle Kienberg

## Wirtschaft und Infrastruktur
Bis zur Mitte des 20. Jahrhunderts waren die Landwirtschaft und das Handwerk die Haupteinnahmequelle der Bewohner, wobei viele Bewohner gezwungen waren, auszuwandern oder sich im Ausland als Saisonarbeiter zu verdingen. Dies änderte sich mit dem Einsetzen des Tourismus, als 1964 am Hochzeigerhaus ein Schilift in Betrieb ging.

### Wirtschaftssektoren
Im Jahr 2010 gab es sechzig landwirtschaftliche Betriebe, wovon 55 im Nebenerwerb und fünf von juristischen Personen geführt wurden. Diese fünf bewirtschafteten fast neunzig Prozent der Flächen. Neben elf Arbeitsplätzen in der Landwirtschaft wurden 28 im Produktionssektor und über 200 im Dienstleistungssektor angeboten, größtenteils im Sektor Beherbergung und Gastronomie.

### Berufspendler
Von den 427 Erwerbstätigen, die 2011 in Jerzens wohnten, arbeiteten 137 in der Gemeinde und 290 pendelten aus. Aus der Umgebung kamen 119 Menschen zur Arbeit nach Jerzens.

### Fremdenverkehr
Heute hat das Schigebiet Hochzeiger eine 8er-Gondelbahn, eine 8er-Sesselbahn, zwei 6er-Sesselbahnen und fünf weitere Liftanlagen mit insgesamt 52 Pistenkilometer. Jerzens hat etwa 2000 Gästebetten aufzuweisen, mitunter in Ferienwohnungen, Pensionen und Gasthöfen und auch einigen Top-Wellnesshotels. Touristisch stark geprägt ist vor allem der Weiler Liß/Kaitanger.
Die Anzahl der Übernachtungen liegt im Jahresschnitt bei 230.000. Diese verteilen sich auf zwei Saisonen, wobei der Winter stärker als der Sommer ist.

## Politik

### Gemeinderat
Der Gemeinderat hat 11 Mitglieder.
- Mit den Gemeinderats- und Bürgermeisterwahlen in Tirol 2004 hatte der Gemeinderat folgende Verteilung: 11 Gemeinsam für Jerzens.[9]
- Mit den Gemeinderats- und Bürgermeisterwahlen in Tirol 2010 hatte der Gemeinderat folgende Verteilung: 5 Unser Jerzens - Team Markus Schöpf und 6 Miteinander - Füreinander.[10]

- Mit den Gemeinderats- und Bürgermeisterwahlen in Tirol 2016 hatte der Gemeinderat folgende Verteilung: 11 Miteinander - Füreinander.[11]
- Mit den Gemeinderats- und Bürgermeisterwahlen in Tirol 2022 hat der Gemeinderat folgende Verteilung: 7 Gemeinsam für Jerzens, 2 Miteinander - Füreinander und 2 s'Irzes vo Moarga.[12]
- Mit der außerordentlichen Gemeinderats- und Bürgermeisterwahl 2023 hat der Gemeinderat folgende Verteilung: 11 Wir Jerzner.[13]

### Bürgermeister
- 1980–2010 Josef Reinstadler
- 2010–2022 Karl Raich
- 2022–2023 Mathias Plattner
- seit 2023 Johannes Reinstadler

### Wappen
Blasonierung: Ein grüner Schild mit linker silberner Flanke. Im grünen Feld ein von Rot und Silber in zwei Reihen geschachter Balken, im silbernen Feld ein schwarzer Bischofsstab.
Das 1994 von der Landesregierung verliehene Wappen zeigt einen Bischofsstab, der auf den für Tirol einmaligen Pfarrpatron, den heiligen Gotthard, hinweist. Das grüne Feld symbolisiert die Bedeutung der Landwirtschaft und der rot-silberne Balken (Zisterzienserbalken) erinnert an den wichtigen Grundeigentümer im Mittelalter, das Stift Stams.

## Persönlichkeiten

### Söhne und Töchter der Gemeinde
- Lambert Grutsch (1914–1995), Gerechter unter den Völkern
- Hermann Raich SVD (1934–2009), ehemaliger Bischof der Diözese Wabag im Hochland von Papua-Neuguinea
- Gernot Reinstadler (1970–1991), Skirennläufer
- Helmut Wechselberger (* 1953), Radrennfahrer

### Mit der Gemeinde verbundene Persönlichkeiten
- Traudl Eder (* 1941), Skirennläuferin